# Herb gminy Michałowice (województwo mazowieckie)
Herb gminy Michałowice – jeden z symboli gminy Michałowice, ustanowiony 25 czerwca 2001.

## Wygląd i symbolika
Herb przedstawia na tarczy  w polu złotym na podstawie łukowej czarnej, lipę
o trzech wierzchołkach i dwóch konarach odciętych czarną, z zielonymi liśćmi. W podstawie złote korzenie złożone w kształcie majuskuły „M" z dwóch zawias kotłowych spiętych pierścieniem.